# Черноморэнерго (Абхазия)
Республиканское унитарное предприятие «Черноморэнерго» — крупное государственное предприятие, действующее на территории республики Абхазия. 
Является одной из самых значимых в стране, так как в её ведении находится Ингурская ГЭС. Ведёт, совместно с компанией «Кубаньэнерго», Россия, эксплуатацию и обслуживание межгосударственных линий электропередач, по которым было подписано соглашение, разграничивающее права и обязанности обеих компаний, в 2006 г.
Генеральный директор  — Гирджинба Тенгиз Валикович. В 2000—2004 компанией руководил Сергей Багапш, первый признанный президент частично признанной республики Абхазия (2008—2011).